# Едерслебен
Едерслебен (нім. Edersleben) — громада в Німеччині, розташована в землі Саксонія-Ангальт. Входить до складу району Мансфельд-Зюдгарц. Складова частина об'єднання громад Гольдене-Ауе.
Площа — 9,05 км2. Населення становить 974 ос. (станом на 31 грудня 2021).